# FA Premier League 1996/1997
FA Premier League 1996/1997 vanns av Manchester United.

## Klubbsummering
| Lag                 | Plats               | Arena             | Kapacitet |
| ------------------- | ------------------- | ----------------- | --------- |
| Arsenal             | London              | Highbury          | 38 419    |
| Aston Villa         | Birmingham          | Villa Park        | 39 399    |
| Blackburn Rovers    | Blackburn           | Ewood Park        | 31 367    |
| Chelsea             | London              | Stamford Bridge   | 36 000    |
| Coventry City       | Coventry            | Highfield Road    | 23 499    |
| Derby County        | Derby               | Baseball Ground   | 18 300    |
| Everton             | Liverpool           | Goodison Park     | 40 157    |
| Leeds United        | Leeds               | Elland Road       | 40 204    |
| Leicester City      | Leicester           | Filbert Street    | 22 000    |
| Liverpool           | Liverpool           | Anfield           | 42 314    |
| Manchester United   | Manchester          | Old Trafford      | 55 314    |
| Middlesbrough       | Middlesbrough       | Riverside Stadium | 30 000    |
| Newcastle United    | Newcastle upon Tyne | St James' Park    | 36 649    |
| Nottingham Forest   | Nottingham          | City Ground       | 30 539    |
| Sheffield Wednesday | Sheffield           | Hillsborough      | 39 859    |
| Southampton         | Southampton         | The Dell          | 15 200    |
| Sunderland          | Sunderland          | Roker Park        | 22 500    |
| Tottenham Hotspur   | London              | White Hart Lane   | 36 230    |
| West Ham United     | London              | Upton Park        | 28 000    |
| Wimbledon           | London              | Selhurst Park     | 26 309    |

## Personal och ställ
(Per den 11 maj 1997)
| Lag                 | Manager                  | Lagkapten       | Ställtillverkare | Tröjsponsor         |
| ------------------- | ------------------------ | --------------- | ---------------- | ------------------- |
| Arsenal             | Arsène Wenger            | Tony Adams      | Nike             | JVC                 |
| Aston Villa         | Brian Little             | Andy Townsend   | Reebok           | AST                 |
| Blackburn Rovers    | Tony Parkes              | Tim Sherwood    | Asics            | CIS                 |
| Chelsea             | Ruud Gullit              | Dennis Wise     | Umbro            | Coors               |
| Coventry City       | Gordon Strachan          | Gary McAllister | Le Coq Sportif   | Peugeot             |
| Derby County        | Jim Smith                | Igor Štimac     | Puma             | Puma                |
| Everton             | Dave Watson (tillfällig) | Dave Watson     | Umbro            | Danka               |
| Leeds United        | George Graham            | Lucas Radebe    | Puma             | Packard Bell        |
| Leicester City      | Martin O'Neill           | Steve Walsh     | Fox Leisure      | Walkers             |
| Liverpool           | Roy Evans                | John Barnes     | Reebok           | Carlsberg           |
| Manchester United   | Alex Ferguson            | Eric Cantona    | Umbro            | Sharp               |
| Middlesbrough       | Bryan Robson             | Nigel Pearson   | Erreà            | Cellnet             |
| Newcastle United    | Kenny Dalglish           | Peter Beardsley | Adidas           | Newcastle Brown Ale |
| Nottingham Forest   | Dave Bassett             | Stuart Pearce   | Umbro            | Labatt's            |
| Sheffield Wednesday | David Pleat              | Peter Atherton  | Puma             | Sanderson           |
| Southampton         | Graeme Souness           | Matt Le Tissier | Pony             | Sanderson           |
| Tottenham Hotspur   | Gerry Francis            | Gary Mabbutt    | Pony             | Hewlett-Packard     |
| West Ham United     | Harry Redknapp           | Julian Dicks    | Pony             | Dagenham Motors     |
| Wimbledon           | Joe Kinnear              | Vinnie Jones    | Lotto            | Elonex              |

## Managerförändringar
Arsenal utsåg Arsène Wenger som fast efterträdare efter Bruce Rioch, sedan Stewart Houston och Pat Rice båda hade varit tillfälliga tränare.
Blackburn Rovers manager Ray Harford avgick i oktober och den långvarige tränaren Tony Parkes blev ansvarig för laget för resten av säsongen, efter det blev Roy Hodgson utnämnd som manager.
Chelsea bytte ut Glenn Hoddle med den 34-åriga Ruud Gullit som spelande manager vid början av säsongen sedan Hoddle tog jobbet som landslagstränare för England.
Coventry City befordrade Ron Atkinson från manager till VD i oktober och gav jobbet till den 39-åriga spelar-managern Gordon Strachan.
Evertons manager Joe Royle avgick i mars och den 35-åriga lagkaptenen Dave Watson blev utnämnd som manager på temporär basis. Efter säsongen startade Howard Kendall sin tredje period som Everton-manager.
Leeds United sparkade managern Howard Wilkinson i september och bytte ut honom mot George Graham.
Newcastle United utsåg Kenny Dalglish som manager efter att Kevin Keegan slutade i januari 1997 efter fem år i ledningen.
Nottingham Forests manager Frank Clark avgick i december 1996 och Stuart Pearce blev given jobbet tillfälligt, innan Dave Bassett från Crystal Palace tog över tre månader senare.
Southamptons manager Graeme Souness slutade efter bara en säsong som ansvarig och blev ersatt av Dave Jones från Stockport County.

## Tabell
| Nr | Lag                    | S  | V  | O  | F  | GM | IM | MS  | P  |
| -- | ---------------------- | -- | -- | -- | -- | -- | -- | --- | -- |
| 1  | Manchester United (RM) | 38 | 21 | 12 | 5  | 76 | 44 | +32 | 75 |
| 2  | Newcastle United       | 38 | 19 | 11 | 8  | 73 | 40 | +33 | 68 |
| 3  | Arsenal                | 38 | 19 | 11 | 8  | 62 | 32 | +30 | 68 |
| 4  | Liverpool              | 38 | 19 | 11 | 8  | 62 | 37 | +25 | 68 |
| 5  | Aston Villa            | 38 | 17 | 10 | 11 | 47 | 34 | +13 | 61 |
| 6  | Chelsea                | 38 | 16 | 11 | 11 | 58 | 55 | +3  | 59 |
| 7  | Sheffield Wednesday    | 38 | 14 | 15 | 9  | 50 | 51 | −1  | 57 |
| 8  | Wimbledon              | 38 | 15 | 11 | 12 | 49 | 46 | +3  | 56 |
| 9  | Leicester City (U)     | 38 | 12 | 11 | 15 | 46 | 54 | −8  | 47 |
| 10 | Tottenham Hotspur      | 38 | 13 | 7  | 18 | 44 | 51 | −7  | 46 |
| 11 | Leeds United           | 38 | 11 | 13 | 14 | 28 | 38 | −10 | 46 |
| 12 | Derby County (U)       | 38 | 11 | 13 | 14 | 45 | 58 | −13 | 46 |
| 13 | Blackburn Rovers       | 38 | 9  | 15 | 14 | 42 | 43 | −1  | 42 |
| 14 | West Ham United        | 38 | 10 | 12 | 16 | 39 | 48 | −9  | 42 |
| 15 | Everton                | 38 | 10 | 12 | 16 | 44 | 57 | −13 | 42 |
| 16 | Southampton            | 38 | 10 | 11 | 17 | 50 | 56 | −6  | 41 |
| 17 | Coventry City          | 38 | 9  | 14 | 15 | 38 | 54 | −16 | 41 |
| 18 | Sunderland (U)         | 38 | 10 | 10 | 18 | 35 | 53 | −18 | 40 |
| 19 | Middlesbrough          | 38 | 10 | 12 | 16 | 51 | 60 | −9  | 39 |
| 20 | Nottingham Forest      | 38 | 6  | 16 | 16 | 31 | 59 | −28 | 34 |

## Skytteligan
| Rank | Målskytt             | Klubb             | Mål |
| ---- | -------------------- | ----------------- | --- |
| 1    | Alan Shearer         | Newcastle United  | 25  |
| 2    | Ian Wright           | Arsenal           | 23  |
| 3    | Robbie Fowler        | Liverpool         | 18  |
| 3    | Ole Gunnar Solskjaer | Manchester United | 18  |
| 5    | Dwight Yorke         | Aston Villa       | 17  |
| 6    | Les Ferdinand        | Newcastle United  | 16  |
| 6    | Fabrizio Ravanelli   | Middlesbrough     | 16  |
| 8    | Dion Dublin          | Coventry City     | 13  |
| 8    | Matt Le Tissier      | Southampton       | 13  |
| 10   | Dennis Bergkamp      | Arsenal           | 12  |
| 10   | Steve Claridge       | Leicester City    | 12  |
| 10   | Stan Collymore       | Liverpool         | 12  |
| 10   | Juninho Paulista     | Middlesbrough     | 12  |

## Anmärkningslista
1. ↑  Aston Villa belönades med UEFA-cup plats genom UEFA Fair-Play rankning
2. ↑  Chelsea kvalificerade sig för Cupvinnarcupen som FA-cup vinnare
3. ↑  Leicester kvalificerade sig till UEFA-cup som ligacupvinnare.
4. ↑  Middlesbrough bestraffades med tre poängs avdrag för att skjutit upp en match på otillåtna grunder.